# هينريتش فوغل
هينريتش فوغل (بالألمانية: Heinrich Vogel)‏ هو عالم عقيدة وشاعر ألماني، ولد في 9 أبريل 1902 في Karstädt ‏ في ألمانيا، وتوفي في 26 ديسمبر 1989 في برلين في ألمانيا.

## وصلات خارجية
- هينريتش فوغل على موقع مونزينجر (الألمانية)